# Parasemia roscaobsoleta
Parasemia roscaobsoleta är en fjärilsart som beskrevs av Andreas Bergmann 1953. Parasemia roscaobsoleta ingår i släktet Parasemia och familjen björnspinnare. Inga underarter finns listade i Catalogue of Life.